# Povaljski prag
Povaljski prag – najstarszy zabytek piśmiennictwa chorwackiego.
Został zapisany w cyrylicy chorwackiej. Jest to inskrypcja umieszczona na nadprożu w opactwie św. Jana Chrzciciela w miejscowości Povlja na chorwackiej wyspie Brač. Wyryto ją po 1184 roku. Głosi ona, że bramę klasztoru wykonał mistrz Radonja, a książę Breczko, chcąc stać się członkiem Kościoła, podarował klasztorowi posiadłości ziemskie na wyspie. Jest to symetryczny napis przedzielony znakiem krzyża.